# 洛尼亚克
洛尼亚克（法語：Laugnac，法語發音：[loɲak]）是法国洛特-加龙省的一个市镇，属于阿让区。

## 地理
洛尼亚克（44°18'24"N, 0°36'17"E）面积17.35 平方千米，位于法国新阿基坦大区洛特-加龍省，该省份为法国西南部内陆省份，北起多爾多涅省，西接吉倫特省和朗德省，南至热尔省，东临塔恩-加龙省和洛特省。
与洛尼亚克接壤的市镇（或旧市镇、城区）包括：卡斯泰拉、富莱罗讷、马达扬、普赖萨斯、桑巴。

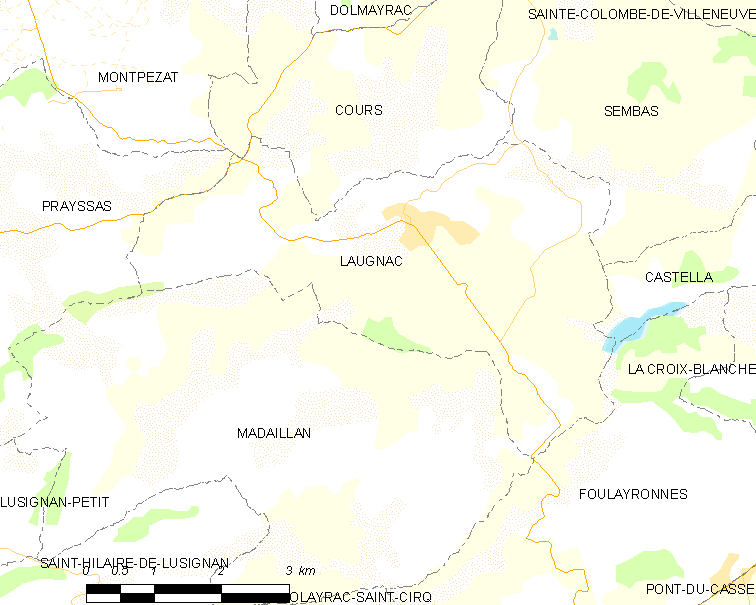
洛尼亚克的OSM定位图

洛尼亚克的时区为UTC+01:00、UTC+02:00（夏令时）。

## 行政
洛尼亚克的邮政编码为47360，INSEE市镇编码为47140。

## 政治
洛尼亚克所属的省级选区为汇流县。

## 人口

1962-2008年间洛尼亚克人口变化图示

洛尼亚克于2022年1月1日时的人口数量为692人。